# Скоропадский, Пётр Иванович
Пётр Иванович Скоропа́дский (6 [18] марта 1834 — 28 июня [10 июля] 1885) — черниговский помещик из рода Скоропадских, полковник гвардии, участник Кавказской войны. Отец Павла Скоропадского, гетмана всея Украины в 1918 году.

## Биография

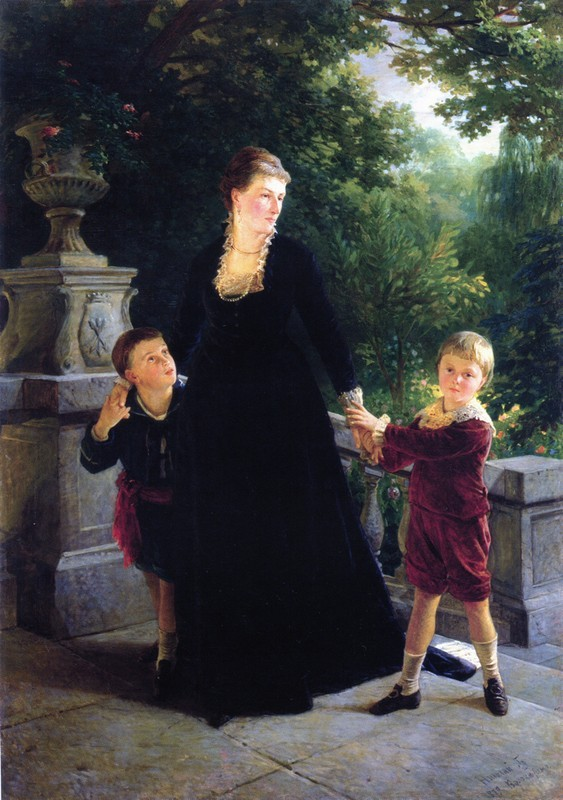
Жена Мария Андреевна Скоропадская с сыновьями Михаилом (справа) и Павлом (слева, в синем костюме), 1879 год
(портрет художника Николая Ге).

Из дворян Полтавской губернии. Сын полтавского губернского предводителя дворянства Ивана Михайловича Скоропадского от брака с Елизаветой Петровной Тарновской.
Воспитывался в Санкт-Петербурге в школе гвардейских подпрапорщиков, откуда 7 августа 1851 года произведен корнетом в Кавалергардский полк. В 1853 году произведен в поручики гвардии.
23 апреля 1859 года произведен в штабс-ротмистры гвардии, 1 июля 1859 года — в ротмистры гвардии.
Будучи малороссийским помещиком, одновременно принимал участие в подготовке и проведении Крестьянской реформы 1861 года. 11 июня 1858 года был избран в кандидаты члена Полтавского комитета по улучшению быта помещичьих крестьян. 1 октября 1859 года избран депутатом Прилукской межевой посреднической комиссии и 20 октября уволен в бессрочный отпуск. За труды по освобождению крестьян имел серебряную медаль.
Принимал участие в боевых действиях против горцев Кавказа. С 12 февраля 1863 года был прикомандирован к Главному штабу Кавказской армии. За боевые отличия награждён орденом Святого Станислава 2-й степени с мечами, Золотым оружием (саблей, по другим источникам — палашом) с надписью «За храбрость», крестом «За службу на Кавказе», медалями.
19 мая 1863 года произведен в полковники (со старшинством с 17 апреля 1863 года), с оставлением в распоряжении Его Императорского Высочества Командующего Кавказской армией.
С 1866 года — в отставке, жил в имении Сафоновка Путивльского уезда Курской губернии.
С 1869 по 1885 год отставной полковник гвардии Скоропадский был избран стародубским уездным предводителем дворянства, принимал активное участие в общественной жизни Стародубщины.
Скончался 28 июня 1885 года.

## Семья
Был женат на Марии Андреевне Миклашевской (15.05.1839, Париж — 23.11.1900, С.-Петербург), дочери богатого украинского фарфорозаводчика Андрея Михайловича Миклашевского от брака его с Дарьей Александровной Олсуфьевой.
В браке имели двух сыновей — Михаила (1871—1910-е) и Павла (1873—1945), и дочь Елизавету (1878—1899), — фрейлина.